# تين ياقوتي
تين ياقوتي (الاسم العلمي:Ficus rubiginosa) هو نوع من النباتات يتبع جنس التين من الفصيلة التوتية.